# Elvira Santamaría
Elvira Santamaría conocida también por el nombre artístico de Elvira (La Tablada, ca. 1 de julio de 1929 - 8 de julio de 1999) fue una destacada bailarina, milonguera y coreógrafa de tango argentino, conocida mundialmente por integrar el elenco del espectáculo Tango Argentino, estrenado en 1983, por el que resultó nominada con los demás bailarines en 1986 a los Premios Tony por la mejor coreografía. Formó pareja de baile con su esposo Virulazo (Jorge Martín Orcaizaguirre), presentándose artísticamente como Virulazo y Elvira.

## Biografía
Elvira Santamaría nació en 1929 en La Tablada en el Conurbano de Buenos Aires. En 1959 se reencontró casualmente con su primer novio, Jorge Martín Orcaizaguirre, conocido como Virulazo, quien por entonces era un destacado bailarín de tango en Argentina. Con él formó pareja de vida y de baile hasta el resto de su vida, bajo el nombre artístico de Virulazo y Elvira. Virulazo recordaría ese momento del siguiente modo:

Un día yo andaba arriba de un caballo allá por La Tablada y en eso veo pasar un colectivo con Elvira adentro, le hice señas para que bajara, pero nada, entonces fui galopando detrás del colectivo y al final se bajó porque si no la seguía hasta su casa. Conversamos y aquí estamos.
Virulazo

En la década de 1960, con el ascenso del rock, el tango dejó de ser un género masivo y bailado por los jóvenes:

...la época dura de los años 60 cuando los programas de rock en televisión nos hicieron pasar un hambre terrible, bailábamos por unas monedas. Aguantamos sólo Juan Carlos Copes y yo. La bohemia es linda pero te cagás de hambre... A comienzo de los '80 decido abandonar el baile.
Virulazo

Virulazo y Elvira entonces se dedicaron al juego clandestino, la quiniela, cuando es contactado en 1983 por Juan Carlos Copes para convocarlo a realizar una prueba para un espectáculo de tango que Claudio Segovia y Héctor Orezzoli pretendían estrenar en París: Tango Argentino. Para entonces Virulazo pesaba 126 kilos, tenía 57 años, cinco hijos y seis nietos. El propio Segovia cuando lo vio llegar, miró a Copes con incredulidad. Copes simplemente le dijo:

"Miralos bailar", fue todo lo que dije. Cuando Virula arrancó su baile, Claudio no podía creer lo que veía, que semejante hombre pareciera flotar, ¡no pisaba el suelo y Elvira hacía firuletes a su alrededor! Eran como Brutus y Olivia, algo diferente, como quería Claudio. Así quedaron incorporados Virulazo y Elvira.
Juan Carlos Copes

Años después, Claudio Segovia decía de Virulazo y Elvira:

La ferocidad con que se entregaba, la unión de belleza y fuerza que lograba con Elvira, quedó en la mente de todos los que lo hayan visto.
Claudio Segovia

Tango Argentino resultó ser un éxito mundial, además de impulsar el renacimiento del tango en todas partes. Virulazo y Elvira participaron de todas las presentaciones y se convirtieron en celebridades mundiales. En 1985 presentaron el espectáculo en Broadway, resultando todos los bailarines nominados a los Premios Tony, por la mejor coreografía.

Con lo que gané en las últimas giras me compré tres casas, un camión y dos autos, para mis hijos, ahora salgo algunas veces más, junto unos dólares y ¡chau!, me retiro. Cada gira son cinco o seis meses y para es un sufrimiento, es como estar "encanutado" en Alcatraz. Sufro lo peor que le puede pasar a un hombre, estar solo en la muchedumbre. En Japón me paraba en una esquina y me rodeaban doscientos millones de "ponjas", y no entendía un carajo lo que decían. Entraba en un restaurante, pedía un chorizo y me lo traían con miel, ¡una cosa de locos! Se morfan el pescado crudo como los indios ¡Dejame de joder! Nunca comí tanto pollo y tallarines como en Japón. Hay gente a la que le llamará la atención, pero a mi no. A mi me atrae un buen vino, un asado con los amigos, los jilgueritos que tengo en el fondo de mi casa.
Virulazo

En 1990 Virulazo falleció, con 63 años, debido a un cáncer de pulmón causado por el hábito de fumar. Casi nueve años después, en 1999, fallecería Elvira, cuando contaba con 70 años.